# Generacija 27
S terminom Generacija 27 imenujemo skupino moških španskih pisateljev, večinoma pesnikov, v 20. stoletju, ki so se prepoznali v kulturnem kontekstu leta 1927, katerega cilj je bil poklon baročnemu pesniku in dramaturgu Luisu de Góngora. Organiziral ga je José María Romero Martínez v kulturnem, znanstvenem, literarnem in umetniškem združenju Ateneo de Sevilla ob tristoletnici njegove smrti. To obdobje se imenuje kulteranizem. Zaradi izjemne kvalitete del lahko govorimo o novem španskem zlatem veku poezije. Ženske umetnice te generacije so prepoznavne pod imenom Las Sinsombrero, kar pomeni Tiste brez klobuka.

## O konceptugeneracije
Obstaja polemika o tem, ali lahko omenjeno skupino resnično dojemamo kot generacijo ali ne, saj je namreč eden izmed članov te skupine, Pedro Salinas, govoril o neizpolnjevanju kriterijev, ki jih je dodelil Julius Petersen zgodovinopisnemu konceptu generacije.
Ti kriteriji so: 
- rojstvo avtorjev v majhnem časovnem zamiku,
- podobna izobrazba,
- osebni odnosi,
- sodelovanje v lastnih kolektivnih dejanjih,
- obstoj nekega »generacijskega dogodka«, ki združuje njihove težnje,
- navzočnost »vodje«
- skupne lastnosti sloga (»generacijski jezik«) ter
- stagnacija prejšnje generacije.

Težko je razpoznati jasen vzorec v heterogeni skupini avtorjev, ki bi se lahko uvrstili v tako imenovano Generacijo 27. Kriterij rojstva avtorjev v majhnem časovnem zamiku je sicer izpolnjen, saj rojstvo večine ne presega časovnega zamika 15 let, vendar pa niso bili vsi člani skupine, ki so bili rojeni v tem obdobju. Vsi so bili akademsko izobraženi, ampak ni bilo navzoče vodje, čeprav je na začetku pomagal Juan Ramón Jiménez. Mnogi člani, ki so bili v prijateljskih stikih, so imeli enake literarne interese, ki so bili spodbujeni zaradi metaforičnih inovacij in svobode jezika že prej omenjenega baročnega avtorja. Prav tako ni obstajal nek generacijski jezik, kljub temu da so vsi izvajali estetiko umetniške avantgarde, niso pa se odrekli literarni tradiciji španske zlate dobe ali popularni tradiciji oz. neopopularizmu. Značilno je tudi prehajanje v različne faze, precej pogosta in najbolj opredeljena pa je bila nadrealistična.
Kot »generacijski dogodek« lahko smatramo tristoto obletnico Luisa de Góngore v združenju Ateneo de Sevilla. Vendar pa to obdobje pogosto zavrača uradna literarna kritika, saj se predstavniki niso trdno uprli prejšnjim generacijam, niti te niso bile v stanju stagnacije. Ravno obratno, tvorijo združeno generacijo, ki prevzema dosežke prejšnjih generacij in vse te – Generacija 98, Generacija 14 in Generacija 27, ki tvorijo srebrno dobo španske literature, v bistvu reagira samo proti eni generaciji - generaciji 19. stoletja, ki je bila znana po obnovi monarhije. Generacija 27 se čuti kot dedič vseh teh tokov. Osebni odnosi med člani so bili prisotni, tudi globlja prijateljstva med tistimi, ki so prebivali na istem območju, obiskovali so kulturni center Residencia de Estudiantes, kjer so prišli v stik z umetniško in znanstveno avantgardo, ter Center za zgodovinske študije (el Centro de Estudios Históricos), kjer so usvojili špansko kulturno tradicijo, kakor tudi v uredništvih raznih revij, med drugimi revij La Gaceta Literaria, Cruz y Raya, Revista de Occidente, Litoral, Caballo Verde para la Poesía in Octubre. S tem pridobijo kolektivno zavest, ki jo združujejo lastne in skupne izkušnje, definirana pa je kot posledica pozitivne republike, negativne državljanske vojne ter notranjih in zunanjih izgnanstev.
Zaradi vseh teh razlogov literarna kritika zatrjuje, da gre v bistvu bolj za »generacijsko skupino«, »zvezo« ali »letnik« avtorjev, kljub temu pa se je potrdilo poimenovanje Generacija 27. Preden se je to ime ustalilo, so obstajala tudi druga poimenovanja za to generacijo, npr. Generacija diktature, Generacija revije Revista de Occidente, Vnuki generacije 98, Generacija prijateljstva, Generacija pesnikov in profesorjev, Generacija Guillén-Lorca ali Lorca-Guillén, Generacija 1925, Generacija 1931, Vnuki Góngore, itd. 

## Predniki Generacije 27
Za prejšnjo literarno skupino, ki je nasledila moderniste in Generacijo 98, je bila značilna jasna proevropska usmerjenost in pojmovanje umetnosti kot ločeno področje od socialnega in političnega. Ta literarna skupina se je imenovala novecentizem ali Generacija 14. Vse te prejšnje skupine so prišle do časovnega sovpadanja z umetniškimi gibanji, imenovanimi avantgarde, ki so se razvijale v Evropi od leta 1909. Prekinile so tako s tematiko kakor z izraznimi tehnikami romantike in realizma. Avantgardiste privlači tehnološki napredek in njegove možnosti, kar je vodilo futurizma, nekateri raziskujejo resničnost z razkrajanjem (kubisti), ostali pa nadomeščajo resničnost s sanjskim svetom (nadrealisti). To časovno sovpadanje in značilnosti avantgardnega gibanja sta povzročila, da so člani novecentizma v njem videli zavezanost umetniškemu izdelku igrivega in svobodnega dejanja, ki je plod intelektualne in ekspresivne zmožnosti avtorja, to pa jih je zelo privlačilo.
Temeljne značilnosti tega literarnega gibanja so: izražanje subjektivnega, zato je pogosta uporaba metafore, in konceptualna natančnost, ki prikazuje trdno intelektualno izpopolnjevanje članov te skupine. Glede na njegove temeljne značilnosti nas ne sme presenetiti, da sta najbolj reprezentativni literarni zvrsti teh literatov lirika in esej, ki se večinoma razširjata preko časopisov in specializiranih revij (npr. seviljska revija Grecia, ki sta jo ustanovila Isaac del Vando-Villar in Adriano del Valle, ki je izhajala med letoma 1918 in 1920 in je v letu 1919 sodelovala z ultraističnimi pesniki). Kljub temu se je še vedno znotraj novecentizma našel kakšen predstavnik romana, ki si je prizadeval za subjektivizem in obnovo, ki jo je sprožila Generacija 98, tj. z manipuliranjem situacije, da bi lahko izrazili svoje mnenje o najrazličnejših temah.

## Zgodovina
V tej situaciji kontinuirane obnove ter političnih in socialnih sprememb so se začeli pojavljati mladi pisatelji, predvsem pesniki, z značilnostmi, ki bi jih bilo težko umestiti v eno od že obstoječih skupin. Združujejo jih ključne točke: stopijo v stik s špansko literarno tradicijo preko Centra za zgodovinske študije (el Centro de Estudios Históricos) ter z umetniškimi in kulturnimi avantgardami preko aktivnosti študentskega naselja. 
Prav tako prisostvujejo pri uredništvih nekaterih skupnih publikacij, kot je npr. Revista de Occidente, ki jo je usmerjal José Ortega y Gasset ali La Gaceta Literaria, katere vodja je bil Ernesto Giménez Caballero, in tudi pri nekaterih drugih revijah: Litoral, Verso y Prosa, Mediodía, Meseta, Cruz y Raya, Carmen, Octubre in Caballo Verde para la poesía.  
Kljub vsemu je ta skupina drugačna, saj ima vsak izmed članov izstopajočo osebnost, ki je sposobna preobraziti vplive ali spoznanja kateregakoli modela v svojo lastno substanco, ki se popolnoma razlikuje od drugih članov. Ravno zaradi tega ne moremo govoriti o njihovem skupnem slogu ali šoli. Tako obstaja veliko avtorjev, ki se raje dojemajo kot »Skupina 27«.

## Člani skupine
Znotraj te skupine literatov lahko izpostavimo naslednje pesnike: Jorge Guillén, Rafael Alberti, Federico García Lorca, Pedro Salinas, Dámaso Alonso, Gerardo Diego, Luis Cernuda, Vicente Aleixandre, Manuel Altolaguirre, Juan José Domenchina in Emilio Prados. Ta skupina je tako zaprta in ozka, da jo je kritik José-Carlos Mainer zasmehoval in jo označil kot »Generacijo SL« (sociedad limitada – omejena družba), da bi vztrajal pri kanonični nepremičnosti te skupine pesnikov. Posledično se je skupina širila brez prenehanja in obstajajo avtorji, ki na seznam prištevajo tudi Miguela Hernándeza. Epigon, ki bolj pripada prvi povojni generaciji ali pa se prišteva k članom drugih generacij, s katerimi ima podobnosti kakor npr. različni romanopisci, esejisti in dramaturgi (Max Aub, Fernando Villalón, José Moreno Villa ali León Felipe).
Poleg tega bi morali upoštevati tudi avtorje, ki jih je pozabila literarna kritika. To se zgodi večini izmed dvanajstih žensk te skupine, deset od teh kolegic Generacije 27 v društvu Lyceum Club Femenino. Na splošno so bile prepoznavne pod imenom »Las Sinsombrero«: Concha Méndez-Cuesta, pesnica in pisateljica gledaliških iger; María Teresa León, pisateljica; Ernestina de Champourcín, pesnica; Rosa Chacel, pesnica, pisateljica romanov ter esejev, prevajalka; Josefina de la Torre, pesnica, pisateljica romanov, lirična pevka in igralka; María Zambrano, filozofinja in esejistka; Luisa Carnés, socialna in feministična pripovedovalka, ter umetnice Margarita Gil Roësset, Margarita Manso, Maruja Mallo in Ángeles Santor, katerim je potrebno dodati še umetnico Remedios Varo. Nekaj podobnega lahko trdimo tudi za društvo Lyceum Club de Barcelona.
Po drugi strani pa moramo vključiti tudi druge umetnike, katerih življenjska pot je bolj ali manj sorodna ali zelo povezana z avtorji Generacije 27, čeprav zaradi različnih okoliščin niso bili tako povezani s skupino: Juan Larrea, Mauricio Bacarisse, Juan José Domenchina, José María Hinojosa, José Bergamín (bolj pripada novecentizmu ali Generaciji 14), Alejandro Casona in Juan Gil-Albert.
Ne smemo pozabiti tudi na poziv enega izmed članov (José López Rubio) za »Drugo generacijo 27«, ki jo sestavljajo humoristični učenci avantgardista Ramona Gomeza de la Serne, med katerimi lahko izpostavimo naslednje: Enrique Jardiel Ponela, Edgar Neville, Miguel Mihura in Antonio de Lara ali t.i. »Tono«. Ti člani so se preko državnega boja spremenili v člane uredništva revije La Codorniz.
Prav tako je treba upoštevati, da ni vsa literarna produkcija Generacije 27 bila napisana v kastiljščini. Obstajajo avtorji, ki so pripadali tej generaciji, vendar so pisali v drugih jezikih. To so npr. Salvador Dalí ali Óscar Domínguez, ki sta pisala v francoščini, ali Felipe Alfau, ki je pisal v angleščini, ter nekateri pisatelji in tuji umetniki, ki so bili pomembni za to gibanje, npr. Pablo Neruda, Vicente Huidobro, Jorge Luis Borges in Francis Picabia.
Zaradi vseh teh razlogov ideja, da se Generacija 27 šteje za strogo madridski fenomen, nima veliko doslednosti. Pravzaprav lahko opazimo obstoj drugih kreativnih jeder, ki so bila razpršena po celotnem nacionalnem območju, čeprav so bila med seboj v tesnih odnosih. Tako so bili glavni centri v Sevilji (v okviru revije Mediodía), na Kanarskih otokih (v okviru revije Gaceta de Arte) in v Málagi (v okviru revije Litoral). S tem pa to še ne pomeni,, da ni bilo pomembne dejavnosti tudi v Kantabriji, Galiciji, Kataloniji in v Valladolidu.

### Generacija 27 v drugih umetniških manifestacijah
Ne smemo pozabiti, da so se nekateri člani skupine osredotočili na umetniške dejavnosti, ki so se razlikovale od strogo literarnih. Takšni umetniki so npr. Luis Buñuel, filmar; K-Hito, karikaturist in animator; nadrealistični umetniki kot so Salvador Dalí in Remedios Varo; Maruja Mallo, slikarka in kiparka; Ángeles Santos Torroella, slikarka in grafična umetnica; slikarji Benjamín Palencia, Gregorio Prieto, Manuel Ángeles Ortiz, Ramón Gaya in Gabriel García Maroto, katerim je potrebno dodati še članice skupine Las Sinsombrero: Margarita Gil Roësset, Margarita Manso in Ángeles Santos; tudi Rodolfo Halffter in Jesús Bal y Gay, skladatelja in slednji prav tako muzikolog, ki sta pripadala skupini Grupo de los Ocho, tj. korelat literarne Generacije 27 na glasbenem področju. Skupino sestavljajo: Jesús Bal y Gay, Ernesto Halffter, Rodolfo Halffter, Juan José Mantecón, Julián Bautista, Fernando Remacha, Rosa García Ascot, Salvador Bacarisse in Gustavo Pittaluga, med manj znanimi pa tudi Gustavo Durán.
V Kataloniji obstaja t.i. katalonska skupina (el grupo catalán), ki se je predstavila leta 1931 pod imenom Grupo de Artistas Catalanes Independientes (Skupina neodvisnih katalonskih umetnikov), katere člani so bili: Roberto Gerhard, Baltasar Samper, Manuel Blancafort, Ricardo Lamote de Grignon, Eduardo Toldrá in Federico Mompou.
Na drugih področjih, kot je npr. arhitektura, je vredno omeniti Generacijo 25. Čeprav so nekateri avtorji predlagali, da bi se ta skupina prav tako imenovala Generacija 27 z namenom združitve obeh generacij - literarne in arhitekturne, sta imeli ti dve skupini med seboj jasne razlike. Glede na eno izmed najbolj obsežnih študij o teh arhitektih (avtorja Carlos Arniches in Martín Domínguez z naslovom Arhitekti Generacije 25 ali v izvirniku Arquitectos de la Generación del 25) so del te skupine Fernando García Mercadal, Juan de Zavala, Manuel Sánchez Arcas, Luis Lacasa, Rafael Bergamín (njegov brat je bil esejist in pesnik José Bergamín), Luis Blanco Soler, Miguel de los Santos, Agustín Aquirre, Casto Fernández Shaw, Eduardo Figueroa, Carlos Arniches Moltó in Martín Domínguez Esteban. Sklicujoč se na to študijo, je Teodoro de Anasagasti eden izmed mojstrov te generacije, ki je ključnega pomena za razumevanje bistva skupine in kaj vse jo dela drugačno. Luis Gutiérrez Soto, ki je mlajši od ostalih, ne izpolnjuje uveljavljenih vrednot omenjene generacije. Ostali, kot so José de Aspiroz, José Borobio, Manuel Muñoz Casayús, Fernando Salvador, Vicente Eced, Bernardo Giner de los Ríos in Ramón Durán Reynals se štejejo za obrobne arhitekte.

## Tokovi Generacije 27
V resnici Generacija 27 ni bila tako homogena skupina. Običajno se deli v pare ali trojke. 
- Pesniki neopopularizma ali neopopularisti: Rafael Alberti in Federico García Lorca, ki sta bila znotraj seznama, ki je bil še posebej bogat. Poskušala sta se približati poeziji Gila Vicenteja in romanceru oz. k lirični kancionerili, kjer sta iskala ljudske vire, v folklori pa sta iskala vire tradicionalne lirike. Nekaj tega lahko opazimo tudi v pristopu Gerarda Diega, ki se je po svojem kreacionističnem obdobju približal liriki Felixa Lopeja de Vege zahvaljujoč takratni izdaji Joséja Fernándeza Montesinosa.
- Po drugi strani poznamo dva profesorja hispanistične filologije, ki imata skupne interese in podobno življenjsko pot, bila pa sta tudi prijatelja. Njuna poetika je v osnovi pozitivna in optimistična. Govorimo o Jorgeju Guillénu in Pedru Salinasu. Delo Jorgeja Guilléna je zbrano pod naslovom Aire nuestro (Naš zrak). Njegova poezija je označena kot čista poezija francoskega pesnika Paula Valéryja. Zbirka njegovih del je sestavljena iz petih knjig (Cántico (Pesem), Clamor (Krik), Homenaje (Poklon), Y otros poemas (In druge pesmi) in Final (Konec)). Pedro Salinas pa je veliki pesnik ljubezni Generacije 27. Oba avtorja sta prav tako pomembna avtorja literarne kritike, Jorge Guillén predvsem zaradi knjige Lenguaje y poesía (Jezik in poezija) (1962) in Pedro Salinas med drugim zaradi knjig Literatura española. Siglo XX (Španska literatura. 20. stoletje) (1940) in Jorge Manrique o tradición y originalidad (Jorge Manrique ali tradicija in izvirnost) (1947).
- Nadrealistična skupina je najbolj obsežna. Že predstavnik novecentizma Ramón Gómez de la Serna je nadgradil metaforo s svojimi »kriki stvari« (las greguerías) in mnogo teh metafor je praviloma že nadrealističnih. Louis Aragón je predaval v kulturnem centru Residencia de Estudiantes, kjer so pisatelji Generacije 27 hitro usvojili tehnike vizionarske podobe in verz, ki so obnovili in globoko obogatili pesniški jezik španske literature, kakor je to že storil kolaž, ustanovljen z dadaistično tehniko najdenega predmeta. Poleg kinematografije in nadrealističnega slikarstva Luisa Buñuela in Salvadorja Dalíja še posebej izstopa Nobelova nagrada Vicenteja Aleixandra, ki je zagotovo najbolj izviren, po mnenju Luisa Cernude «njegov verz ni podoben ničemur». Najbolj vpliven pesnik generacije v zadnji polovici 20. stoletja pa je postal ravno Luis Cernuda. Obstajali so še drugi pesniki Generacije 27, ki so prevzeli estetiko nadrealizma. Rafael Alberti je npr. napisal svoj zadnji izsek dela Sobre los ángeles (O angelih) in Sermones y moradas (Pridige in onstranstvo) v nadrealističnem verzu in Federico García Lorca je prevzel njegov vpliv, kar se vidi v delih Llanto por Ignacio Sánchez Mejías (Jok za Ignaciom Sánchezem Mejíasom), Poeta en Nueva York (Pesnik v New Yorku) in Sonetos del amor oscuro (Soneti temne ljubezni). Nadrealizem je ključnega pomena za Juana Larrea in za določeno obdobje pesnika Joséja Marío Hinojoso s svojim delom La flor de Californía (Roža iz Kalifornije) in za Emilia Pradosa. Slednja dva sta poleg Vicenteja Aleixandra preživljala otroštvo v Málagi, Federico García Lorca pa je preživel tudi daljše obdobje ob tamkajšnji obali. José Moreno Villa (sicer bolj spada v novecentizem) in Manuel Altolaguirre sta sestavljala t.i. skupino iz Málage, ki je nastala po celi vrsti revij, ki jih je urejala skupina. Najpomembnejša med njimi je bila Litoral, prav tako tudi njena zbirka pesniških knjig. Nadrealistični so tudi trije deli knjige Residencia en la tierra (Bivališče na zemlji), ki jo je objavil čilski pesnik Pablo Neruda v Španiji.
- Dámaso Alonso in Gerardo Diego sestavljata glavnino tistih, ki so po državljanski vojni ostali v Španiji, bolj ali manj integrirani v frankistični režim. Slednji je realiziral dolgo pesniško kariero. Hkrati je združeval tradicijo in avantgardo, njegove teme pa so bile zelo raznolike - od bikoborb do glasbe, religioznih vprašanj, pokrajine in eksistencialističnih vsebin. Prav tako je avtor najbolj znane antologije o Generaciji 27 v dveh različicah: Poesía española. Antología (1915 - 1931) (1932 y 1934) (Španska poezija. Antologija (1915 - 1931) (1932 in 1934)). Preostali so postali mojstri in voditelji nove generacije pesnikov, kot je Vicente Aleixandre, ali pa so se odločili za notranje izgnanstvo, kot npr. Juan Gil-Albert.
- Malaško skupino so sestavljali Manuel Altolaguirre, Emilio Prados in José María Hinojosa, ki se uvrščajo med "manjše pesnike" te generacije.
- Homoerotizem ali homoseksualnost je prav tako ena izmed občasnih tem. To je razvidno iz del Luisa Cernude, Vicenteja Aleixandra, Federica Garcíe Lorce, Emilia Pradosa ali Juana Gila-Alberta, kakor tudi iz del slikarja Gregoria Prieta.

## Estetika
Pri avtorjih Generacije 27 je zelo pomembna tendenca po uravnoteženosti in sintezi med nasprotnimi poli, celo znotraj opusa istega avtorja.
To lahko zelo dobro opazimo pri Pedru Salinasu.
Gre za tendenco med romantičnim pojmovanjem umetnosti (izbruh in inspiracija) in klasično zasnovo (strog trud, disciplina in popolnost). Lorca je dejal, da če je bil pesnik »po božji milosti (ali hudiču)«, nista bila nič manj »po milosti tehnika in trud«.
Govorimo tudi o tendencah med estetsko čistostjo in človeško avtentičnostjo ter med čisto poezijo (larpurlatizem; želja po lepoti) in avtentično, človeško poezijo, ki jo skrbijo težave človeka (bolj pogosto po vojni: Jorge Guillén, Vicente Aleixandre ...).
Giba se med umetnostjo za manjšine in večine. Izmenjujeta se hermetizem in jasnost, kultnost ter ljudskost (Federico García Lorca, Rafael Alberti, Gerardo Diego). Opozoriti je potrebno na premik od «jaza» do «nas». Vicente Aleixandre bi rekel: «Pesnik poje za vse».
Estetika niha med univerzalnim in španskim, med vplivi evropske poezije tistega časa (nadrealizem) in najboljšo špansko poezijo do takrat. Avtorje privlači ljudska španska poezija: kancionere, romance ...
Potrebno je omeniti tudi položaj med tradicijo in prenovo. Umetniki se čutijo bližje avantgardam (Federico García Lorca, Rafael Alberti, Vicente Aleixandre in Luis Cernuda so avtorji nadrealističnih knjig; Gerardo Diego, kreacionist), prejšnji generaciji (občudujejo Juana Ramóna Jiméneza, Miguela de Unamuno, brata Machado (Antonio in Manuel), Rubéna Daría ...), iz 19. stoletja cenijo Gustava Adolfa Bécquerja (Rafael Alberti: Homenaje a Bécquer (Poklon Bécquerju), Luis Cernuda: Donde habite el olvido (Kjer prebiva pozaba), Jorge Guillén,  študija v knjigi Lenguaje y poesía (Jezik in poezija) (1962) ...). Značilna je tudi vnema za klasike kot so: Jorge Manrique (Jorge Manrique, tradición y originalidad (Jorge Manrique, tradicija in izvirnost) Pedra Salinasa), Garcilaso de la Vega (Égloga, elegía, oda (Ekloga, elegija, oda) Luisa Cernude, La voz a ti debida (Moj glas zaradi tebe) Pedra Salinasa), Juan de la Cruz (Cristo de San Juan de la Cruz (Kristus San Juana de la Cruz) Salvadorja Dalíja, Sonetos del amor oscuro (Soneti temne ljubezni) Federica Garcíe Lorce), Luis de León, Francisco de Quevedo (Jorge Guillén), Lope de Vega (zlasti pri Gerardu Diegu, tudi pri Lorci v delih La Barraca (Skladišče) in El caballero de Olmedo (Vitez iz Olmeda), Pedro Calderón de la Barca (na oder poskušajo vrniti njegov alegorični teater s pisanjem zakramentalnih iger: Rafael Alberti in njegovo delo El hombre deshabitado (Nenaseljen človek)) in predvsem Luis de Góngora (Fábula de Equis y Zeda (Zgodba o x in z) Gerarda Diega, Poema del agua (Pesem vode) Manuela Altolaguirra, Cal y canto (Apno in petje) Rafaela Albertija, Soledad insegura (Negotova osamljenost) Federica Garcíe Lorce). Prav tako oživljajo pozabljene klasike, kot je npr. Francisco de Aldana (Luis Cernuda mu nameni kritično študijo in občuduje aluzije v njegovih pesmih). Po drugi strani se pristop k človeškemu in socialnemu s strani pesnikov, kot sta Rafael Alberti in Pablo Neruda, uresničuje skozi koncept 'nečiste' poezije. Ta koncept se uvaja skozi reviji Caballo verde para la poesía (1935) Pabla Nerude in Octubre Rafaela Albertija. Rafael Alberti in "epigon Generacije 27", Miguel Hernández sta napisala številne bojne pesmi med državljansko vojno.

## Faze Generacije 27
- a) Do leta 1927: Gre za t.i. poskusno obdobje. Začenjajo s komajšnjimi odtenki Bécquerja ali modernistov (Lorca), nato pa se pustijo vplivati dehumaniziranim avantgardam: Pedro Salinas postane futurist v delih Presagios (Slutnje), Seguro azar (Gotovo naključje) in Fábula y signo (Zgodba in znak), Gerardo Diego kreacionist (Manual de espumas (Priročnik iz pene), Fábula de Equis y Zeda (Zgodba o x in z), Jorge Guillén pa usvoji aseptično, čisto poezijo Paula Valéryja. Nekateri čutijo željo po formalni popolnosti, to pa iščejo v klasikih (večinoma pri Góngori, primer sta deli Cal y canto (Apno in petje) Rafaela Albertija in Poema del agua (Pesem vode) Manuela Altolaguirra, sklicujejo pa se tudi še na druge klasike, kot so Garcilaso, Lope de Vega, ... in drugi (Lorca, Alberti, Diego) iščejo inspiracijo v starem ljudskem romanseru (Romancero gitano (Ciganski romansero) Lorce in kancionere Gila Vicenta in neopopularizma: La amante (Ljubimka) in El alba del alhelí (Zora šeboja) Rafaela Albertija).
- b) Od leta 1927 do državljanske vojne: Začne se pridobivanje lastne osebnosti in težnja k rehumanizaciji. Poudarja se vpliv nadrealizma in Pabla Nerude s svojo revijo Caballo verde para la poesía, ki spodbuja poetično rehumanizacijo (imenuje jo "nečista poezija"). Nadrealizem se uporablja tudi kot postopek za osvobajanje represije in nepravičnosti, na primer v delih Los Placeres Prohibidos (Prepovedani užitki) Luisa Cernude in Poeta en Nueva York (Pesnik v New Yorku) Federica Garcíe Lorce.
- c) Po državljanski vojni: Skupina se loči s smrtjo Lorce in z izgnanstvom drugih, ki so v izgnanstvu videli pomembno temo. V Španiji so ostali samo trije: Gerardo Diego, Dámaso Alonso in Vicente Aleixandre. Zadnja dva gojita t.i. izkoreninjeno (eksistencialno) poezijo. Vicente Aleixandre (in tudi Juan Gil-Albert) živita na nek način v notranjem izgnanstvu. Nato postaneta model za kasnejše pesnike. Pogoste teme so Španija, izgubljena domovina, itd.

## Ustanove
Večina teh avtorjev, predvsem lirskih, je prišlo v stik z literarno tradicijo (Zlata doba, romancero, kancionere Gila Vicenteja, arabska poezija) preko Centra za zgodovinske študije (el Centro de Estudios Históricos), ki ga je usmerjal oče španske filologije, Ramón Menéndez Pidal, in z avantgardami preko potovanj, popularizacije Ramóna Gómeza de la Serna in drugih predstavnikov novecentizma ter predvsem preko aktivnosti in predavanj kulturnega centra Residencia de Estudiantes. Ta ustanova je videla navdih v krausizmu in v Svobodni instituciji za poučevanje (la Institución Libre de Enseñanza), ki jo je vodil Alberto Jiménez Fraud. Organiziral je znanstvena predavanja o pomembnih španskih in tujih osebnostih (Albert Einstein, Howard Carter, Louis de Broglie, Marie Curie, Le Corbusier, Keynes, Santiago Ramón y Cajal) ter o estetiki avantgarde (Louis Aragon, Max Jacob), med drugim tudi o Gilbertu Keithu Chestertonu, Paulu Valéryju, Ígorju Stavinskem, Paulu Claudelu, Wolfgangu Köhlerju, Herbertu Georgeu Wellsu, itd. Uredil je tudi revijo Residencia (1926 - 1934).

## Seznam imen
Člani Generacije 27 po kronološkem vrstnem redu: 
| - Rogelio Buendía (1891-1969, 78) - Pedro Salinas (1891-1951, 60) - Valentín Andrés (1891-1982, 91) - Juan Guerrero Ruiz (1893-1955, 62) - Jorge Guillén (1893-1984, 91) - Antonio Espina (1894-1972, 78) - Mauricio Bacarisse (1895-1931, 36) - Rafael Laffón (1895-1978, 83) - Juan Larrea (1895-1980, 85) - Antonio de Lara (1896-1978, 82) - Gerardo Diego (1896-1987, 91) - Agustín Espinosa (1897-1939, 42) - Amado Alonso (1897-1952, 55) - Miguel Valdivieso (1897-1966, 69) - José Fernández Montesinos (1897-1972, 75) - Josep Moreno Gans (1897-1976, 79) - Federico García Lorca (1898-1936, 38) - Juan José Domenchina (1898-1959, 61) - Vicente Aleixandre (1898-1984, 86) - Concha Méndez (1898-1986, 88) - Dámaso Alonso (1898-1990, 92) - Rosa Chacel (1898-1994, 95) - César Arconada (1898-1964, 66) | - Rafael Porlán (1899-1945, 46) - Emilio Prados (1899-1962, 63) - Paulino Masip (1899-1963, 64) - Edgar Neville (1899-1967, 67) - Rafael Dieste (1899-1981, 82) - Ernesto Giménez Caballero (1899-1988, 89) - Francisco Madrid (1900-1952, 52) - Juan Chabás (1900-1954, 54) - Guillermo de Torre (1900-1971, 71) - Alejandro Collantes de Terán (1901-1933, 32) - Enrique Jardiel Poncela (1901-1952, 50) - Pedro Garfias (1901-1967, 66) - Ramón J. Sender (1901-1982, 81) - Andrés Carranque de Ríos (1902-1936, 34) - Luis Cernuda (1902-1963, 61) - Pedro Pérez-Clotet (1902-1966, 64) - Rafael Alberti (1902-1999, 97) - Felipe Alfau (1902-1999, 97) - Agustín de Foxá (1903-1959, 56) - Alejandro Casona (1903-1965, 62) - Antonio Oliver (1903-1968, 65) - Max Aub (1903-1972, 69) - Luis Amado-Blanco (1903-1975, 71) | - María Teresa León (1903-1988, 85) - José López Rubio (1903-1996, 93) - José María Hinojosa (1904-1936, 32) - Joaquín Romero Murube (1904-1969, 65) - José María Souvirón (1904-1973, 69) - José María Luelmo (1904-1991, 87) - María Zambrano (1904-1991, 87) - Juan Gil-Albert (1904-1994, 90) - Luisa Carnés (1905-1964, 59) - Ernestina de Champourcín (1905-1999, 94) - Miguel Mihura (1905-1977, 72) - Pedro García Cabrera (1905-1981, 76) - Emeterio Gutiérrez Albelo (1905-1969, 64) - Manuel Altolaguirre (1905-1959, 54) - Francisco Ayala (1906-2009, 103) - Gustavo Durán (1906-1969, 63) - Josefina de la Torre (1907-2002,95) - Enrique Moreno Báez (1908-1976), 68) - Rafael de León (1908-1982, 74) - María Dolores Pérez Enciso (1908-1949,41) - Miguel Hernández (1910-1942, 31) |

## Poetični razvoj Generacije 27
Ni mogoče poenotiti poezije te generacije, niti v posameznem primeru vsakega pesnika, ki je bil vključen v to generacijo. Vendar pa lahko v vsakem izmed njih najdemo voljo do renovacije, prevladovanje različnih “izmov”, ki so nastali v prejšnjih obdobjih, kar je pomenilo preseganje ikonoklastičnega in destruktivnega duha. To jim ne preprečuje, da bi se ločili od akademizma in predstavljanja določenega iracionalizma v metaforah in podobah, ki jim omogoča ohranjanje originalnega in neodvisnega načina. 
V poeziji te generacije je mogoče razlikovati različne faze. Nekateri avtorji govorijo o dveh, medtem ko se drugi odločijo za tri. 
- Do 1927: Za to prvo obdobje je značilen vpliv prvih avantgard, zaradi česar dajejo prednost estetskim dosežkom. Zelo pogosta je uporaba prostega verza. Tako se v tem obdobju mešajo značilnost čiste in konceptualne poezije Juana Ramóna Jiméneza, lastnosti prejšnjih avantgard in lastnosti, ki izhajajo iz tradicionalne poezije, zbrane v pesmih in romancah, ki so imele vpliv na avtorje. Na njih so vplivali tudi klasični avtorji, kot je npr. Góngora.
- Od 1927 do državljanske vojne (1936): Za to obdobje je značilna določen interes za človeka in za nekatere družbene situacije, v katere je vključen. Z drugimi besedami lahko rečemo, da gre za proces rehumanizacije, kar sovpada z izbruhom nadrealizma. To vodi do pojava lepih, vendar pretresljivih podob v poeziji, ki so pogosto podobne sanjskim.
- Po vojni (1939): Nacionalni boj leta 1936 je povzročil razpršenost skupine. Nekateri so šli v pregnanstvo (Pedro Salinas, Jorge Guillén, Luis Cernuda in Rafael Alberti), Federico García Lorca je bil umorjen, Vicente Aleixandre in Gerardo Diego pa sta ostala v Španiji. Ta razpršenost vodi do razkola v tematiki. Tisti, ki živijo v izgnanstvu, se osredotočajo na svoje izkušnje in občutke, ki so jih doživeli kot izgnanci, tisti, ki pa so ostali v Španiji, se osredotočajo predvsem na eksistencialno tesnobo, to pa je bila najpomembnejša tema njihovih del.

Najbolj znani predstavniki te generacije so: Pedro Salinas, Jorge Guillén, Gerardo Diego, Dámaso Alonso, Vicente Aleixandre, Federico García Lorca, Rafael Alberti in Luis Cernuda.

## Historiografija Generacije 27
Da bi lahko rekonstruirali živi spomin tega, kar se imenuje srebrna doba ali natančneje Generacija 27, je potrebno branje vrste knjig, ki opisujejo spomine na to obdobje. Te knjige so napisali različni avtorji, ki so bili bolj ali manj povezani s to generacijo. Primer je delo La arboleda perdida (Izgubljen drevored) Rafaela Albertija. Govorimo lahko tudi o primeru Pabla Nerude, ki je takrat prišel v Madrid in okrepil nadrealistično skupino s svojimi prispevki, zlasti z objavo svoje knjige Residencia en la tierra I y II (Bivališče na zemlji I in II). V svojih dveh knjigah Confieso que he vivido (Priznam, da sem živel) in Para nacer he nacido (Za rojstvo sem se rodil) je pisal o novicah in aktivnostih skupine v teh letih in o kasnejšem izgnanstvu Lorce in Albertija. V delu Los encuentros (Srečanja) Vicente Aleixandre pripoveduje o prvih trenutkih, ko se je srečal z vsako izmed pomembnih oseb te generacije. Mi último suspiro (Moj zadnji vzdih) Luisa Buñuela, ki je bil prvotno objavljen v francoščini, vključuje številne anekdote o pesnikih Generacije 27. Druga dela so še Vida en claro. Autobiografía (Življenje na jasnem. Avtobiografija) (1944) Joséja Morena Villa, Historial de un libro (Življenjepis knjige) Luisa Cernude, korespondence vsakega avtorja, itd.

## Las Sinsombrero
Skupina Las Sinsombrero ali Tiste brez klobuka je bila pobuda za spomin na ženske članice Generacije 27 ter tudi na druge ženske, ki so s svojimi deli, dejanji in pogumom temeljne za razumevanje kulture in zgodovine Španije, ki jih nikoli ni priznavala.